# Giovanni Cesare Netti
Pour les articles homonymes, voir Netti.
Giovanni Cesare Netti (Putignano, 4 septembre 1649 – Naples, avant le 31 juillet 1686) est un compositeur et prêtre italien élève de Giovanni Salvatore à Naples.

## Œuvre
Les œuvres de Giovanni Cesare Netti ont été cataloguées par Giovanni Tribuzio en 2019 (abrégé « TN ») :

### Cantates
- TN I.1a: Addio cara libertà
- TN I.1b: Addio cara libertà
- TN I.2: L'innamorato Aminta
- TN I.3: Nel bel regno d'amore
- TN I.4: Nella stagione appunto
- TN I.5a: Occhi belli, s'io v'adoro
- TN I.5b: Occhi belli s'io v'adoro
- TN I.6: Più non vanti la speranza
- TN I.7: Semiviva e dolente (douteuse)

- TN II.1: Seguane pur che può, scoprirmi io voglio

### Sérénades
- TN III.1: Nella notte più fosca
- TN III.2: Risvegliatevi, oh luci mie belle

### Antiprologues et intermèdes
- TN IV.1: Acquaviva laureata (Acquaviva delle Fonti, 1682)
- TN IV.2: Gara degli elementi in dotare li due misti (Acquaviva delle Fonti, 1682)
- TN IV.3: Le perdite di Nereo e Dori al paragone delle glorie (Acquaviva delle Fonti, 1682)

### Opéras
- TN V.1a: Adamiro (Naples, 1681)
- TN V.1b: Adamiro (Palerme, 1682)
- TN V.2: La Filli [La moglie del fratello] (Naples, 1682)